# Tropolone
Il tropolone è un composto organico aromatico derivato del tropone, con un gruppo ossidrilico in posizione 2. Fa parte del gruppo dei chetoni.
Il nome fu coniato nel 1945 dal chimico Michael J. S. Dewar.